# Watermaatschappij Zuid-West-Nederland
Watermaatschappij Zuid-West-Nederland (WMZ) was een waterleidingbedrijf dat tussen 1910 tot 1991 drink- en industriewater leverde in Zuidwest-Nederland. Aanvankelijk alleen in Zuid-Beveland, later – na een reeks fusies met andere waterleidingbedrijven – ook in de rest van Zeeland en in Goeree-Overflakkee. Per 1 juni 1991 ging WMZ via een fusie met de nutsbedrijven van PZEM op in Delta Nutsbedrijven. Door een fusie met Waterbedrijf Europoort in 2004 ontstond het waterleidingbedrijf Evides. Evides voorziet voornamelijk zuidelijk Zuid-Holland en Zeeland van drinkwater en industriewater.

## Voorlopers tot 1970
De eerste regionale waterleidingmaatschappij in de provincie Zeeland was de Waterleiding Maatschappij Zuid-Beveland (WMZB), die op 5 april 1910 werd opgericht en waarin 24 van de 25 gemeenten in het gebied waren vertegenwoordigd. In 1913 werd in Goes een watertoren in gebruik genomen. Op 10 mei 1967 ging deze op in de in 1935 gestichte Waterleidingmaatschappij Midden-Zeeland (WMZ). Waterleidingmaatschappij Tholen was WMZB in januari van dat jaar al voorgegaan en Waterleiding Maatschappij Schouwen-Duiveland (WMSD) zou op 1 januari 1969 volgen. De gemeentelijk waterleidingbedrijven van Vlissingen, Oost-Souburg, Domburg en Borssele sloten zich tussen 1951 en 1964 eveneens aan. Gemeentelijk Waterleidingbedrijf Middelburg fuseerde pas op 1 januari 1984 met de WMZ.

### Zeeuwsch-Vlaanderen (1933-1970)
Oorspronkelijk werd water voor de bevolking en industrie in Zeeuws-Vlaanderen en de regionale stoomtrams met schepen aangevoerd vanuit Zuid-Beveland. In 1916 werd een "waterleidingcomité" opgericht om eerste plannen voor een eigen drinkwatervoorziening te ontwikkelen. In 1919 bleek uit proefboringen dat zich in Sint Jansteen een geschikte waterwinplaats bevond. In 1926 richtten 23 gemeenten de NV Zeeuwsch-Vlaamsche Waterleiding-Maatschappij op, maar deze ging in 1933 voortijdig ter ziele na hevige protesten tegen verplichte aansluiting en vrees voor verzilting van het grondwater. Slechts 8 van de 35 gemeenten waren uiteindelijk geïnteresseerd in deelname.
De vervolgens door vijf gemeenten direct daarna opgerichte NV Waterleidingmaatschappij Zeeuwsch-Vlaanderen (WMZV) begon in 1934 met de aanleg van een leidingnet voor 7 gemeenten, dat vanaf januari 1937 water leverde aan 4600 gezinnen in het oostelijk deel. Het westen van Zeeuws-Vlaanderen werd in 1939 aangesloten, vanaf 1940 voorzien van een watertoren in Oostburg. De toren werd in de oorlog echter door de Duitsers opgeblazen en duizenden aansluitingen vernield.
Na de oorlog volgde een snelle wederopbouw. In 1950 verrees er een nieuwe watertoren en er werd flink geïnvesteerd in nieuwe voorzieningen. Er dreigden tekorten aan grondwater in Sint Jansteen. Spaarbekkens voor periodiek overtollig oppervlaktewater moesten een oplossing brengen. In 1964 werd het water geleverd door het productiebedrijf Braakman. In 1974 kwamen er ook afspraken over aanvoer van water vanuit België via het Kanaal Gent-Terneuzen.
In 1965 werd de NV Industriewatervoorziening Zeeuwsch-Vlaanderen (IWZV) opgericht. Samen met de PZEM werd bij Terneuzen een destillatiefabriek gebouwd om zoetwater te winnen uit zout water van de Westerschelde. Vanaf 1969 leverde de fabriek industriewater, met een 20-jarig contract voor goedkoop aardgas. De fabriek werd geëxploiteerd door PZEM.

## Watermaatschappij Zeeland (1970-1975)
Door de vele investeringen was Waterleidingmaatschappij Zeeuwsch-Vlaanderen verliesgevend en de tarieven stegen tot de hoogste van Nederland. Noodgedwongen volgde op 1 januari 1970 een fusie met de overige Zeeuwse waterbedrijven tot NV Watermaatschappij „Zeeland” (WMZ). In 1971 was de nieuwe watermaatschappij uitgegroeid tot een van de tien grootste waterleidingbedrijven van Nederland. Het had 330 personeelsleden en 110.000 aansluitingen. In maart 1971 werd een nieuw hoofdkantoor in Goes geopend. Het voorzieningsgebied besloeg naast vrijwel geheel Zeeland ook een vijftal Noord-Brabantse gemeenten. Het leverde in 1970 33,5 miljoen kuub water. Dat jaar had het een exploitatietekort van ruim 6 miljoen gulden.

## Watermaatschappij Zuid-West-Nederland (1975-1991)
Per 1 januari 1975 fuseerde WMZ met de in 1934 opgerichte stichting ’De Drinkwaterleiding Goeree en Overflakkee’. Met de komst van de Zuid-Hollandse maatschappij werd de naam daarbij gewijzigd in N.V. Watermaatschappij Zuid-West-Nederland (WMZ). Het hoofdkantoor bleef in Goes gevestigd. Het voltallige personeel kwam in dienst van WMZ en alle tarieven werden gelijkgetrokken. Alle gemeenten van Goeree-Overflakkee werden aandeelhouder. De provincie Zeeland bleef met 40% van de aandelen de grootste aandeelhouder. Per 1 januari 1975 ging WMZ ook samenwerken met PZEM door gemeenschappelijke meteropnames bij de verbruikers. De voorgenomen gemeenschappelijke nota en incasso ging vooralsnog niet door.
De zoetwaterfabriek in Terneuzen werd in 1989 gesloten. Watermaatschappij Zuid-West-Nederland was vanwege het tekort aan waterbronnen genoodzaakt tot het doen van verdere dure investeringen. Het legde een 100 kilometer lange, 200 miljoen gulden kostende pijpleiding aan voor transport van water vanaf de Brabantse Biesbosch naar Zeeland. Na tien jaar vertraging kwam de pijpleiding gereed. Er werd een nieuw pompstation met zuiveringsinstallaties gebouwd. De eerste eenheid werd opgeleverd in 1987 en officieel geopend op 5 april 1988; de andere twee op een later tijdstip.
Water kwam nu in twee kwaliteiten uit de volgende bronnen:
- grond- en infiltratiewater uit Sint Jansteen voor Oost-Zeeuwsch-Vlaanderen
- oppervlaktewater uit de Biesbosch en polderwater uit België als drinkwater voor Midden- en West-Zeeuwsch-Vlaanderen, en gedeeltelijk gezuiverd water voor de industrie. Het grootste deel zou uit de Biesbosch komen.[2]

In 1988 maakte WMZ een winst van ruim 2.6 miljoen gulden. Het verkocht 49,5 miljoen kuub water. Gemiddeld waren er 306 medewerkers in dienst. In 1989 bedroeg de winst 8,1 miljoen gulden bij een afzet van 50,1 miljoen kuub. Voor de navolgende vier jaar stonden nog investeringen in de infrastructuur te wachten ten bedrage van 135 miljoen gulden.

## Fusie met PZEM
Op grond van de Elektriciteitswet 1989 moest de elektriciteitsproductie van Provinciale Zeeuwsche Electriciteits-Maatschappij (PZEM) worden afgesplitst van het hoofdbedrijf en vanwege een te laag gezamenlijk opwekkingsvermogen van de Kerncentrale Borssele en de Kolencentrale Borssele worden samengevoegd met dat van andere elektriciteitsbedrijven. In oktober 1988 werd bekend gemaakt dat er gestreefd werd naar een fusie per 1 januari 1990 van de elektriciteitsproductie-sector van PZEM met Elektriciteits-Produktiemaatschappij Zuid-Nederland (EPZ) en een fusie met WMZ van de distributie-sector, inclusief de distributie van gas en elektriciteit. Een groot aantal arbeidsplaatsen zou daarbij naar verwachting verloren gaan. Formele gesprekken over de fusie van PZEM en EPZ waren er nog niet. De plannen werden in het geheim gesmeed, zonder de aandeelhouders van WMZ en PZEM in te lichten. Vanwege de samenvoeging van de elektriciteitsproductie van PZEM met die van EPZ werd eind 1989 de inmiddels besloten fusie met WMZ tot Delta Nutsbedrijven voorlopig uitgesteld naar 1 januari 1991.
Op 26 september 1990 gaven de aandeelhouders van WMZ en PZEM goedkeuring aan de fusie tot "N.V. Delta Nutsbedrijven" (afgekort tot Deltan, vanaf 1996 Delta). Het hoofdkantoor werd gevestigd in Middelburg, het hoofdkantoor van PZEM. Deltan ging de levering van gas en elektriciteit in Zeeland verzorgen en zowel de productie als levering van water in het verzorgingsgebied van beide fusiepartners. De van PZEM afkomstige dochtermaatschappij Zekatél B.V. ging kabeltelevisie leveren aan de bewoners van de provincie Zeeland. De fusie ging juridisch in op 1 juni 1991, maar naar de klanten toe werd de nieuwe naam al vanaf oktober 1990 in gebruik genomen. Er werkten bij Delta Nutsbedrijven zo'n 1300 mensen.
De fusie met PZEM betekende voor zowel WMZ als PZEM schaalvoordelen in de vorm van bezuiniging op personeel en sluiting van kantoren. De fusie bracht ook een ingrijpende wijziging van de machtsverdeling met zich mee binnen zowel WMZ als PZEM. WMZ en PZEM zouden beide vijftig procent van de aandelen krijgen, inclusief de onderdelen van PZEM die niet onder het waterbedrijf vielen. De provincie Zeeland bezat daarvóór nog 68% van de aandelen in PZEM, de gemeenten de overige 32%. De provincie Zeeland bezat maar 40% in WMZ; Noord-Brabant en Zuid-Holland bezaten eerder elk 10% in WMZ  en de Zuid-Hollandse gemeenten de overige 40%. Na de fusie kregen de gemeenten in West-Brabant en Goeree-Overflakkee ook stemrecht in het nieuwe nutsbedrijf. De provincies Noord-Brabant en Zuid-Holland behielden na de fusie nog een minieme 0,1% van de aandelen. In de Raad van Commissarissen moesten 8 van de 16 zetels moeizaam worden verdeeld over de gemeenten. Het waterbedrijf van Delta Nutsbedrijven opereerde onder de naam Delta Water Bedrijf B.V. (DWB), ook gespeld met hoofdletters als DELTA Water Bedrijf en tevens ook wel aangeduid als Delta Waterbedrijf. 
Voor de commissarissen van de opgeheven nutsbedrijven PZEM en WMZ en hun partners was op kosten van de verbruikers een meerdaags tot in de puntjes verzorgd afscheidsreisje naar het buitenland georganiseerd; het PZEM-bestuur naar Madrid en het WMZ-bestuur naar Lissabon. Bestuurders die in beide besturen zaten zouden met beide reisjes mee kunnen gaan. Op het laatste moment werd hier een stokje voor gestoken na onthullingen over betalingen van privé-belasting uit de provinciekas, royale declaraties voor representatiekosten en dubbele reisdeclaraties door bestuursleden en hoge ambtenaren. Vooral door bestuurders van PZEM waren regelmatig snoepreisjes naar het buitenland gemaakt, betaald door de provincie Zeeland, in totaal voor zo'n twee miljoen gulden.

## Fusie met WBE
In 2004 fuseerden Delta Water Bedrijf en Waterbedrijf Europoort (WBE) tot Evides. NV Waterbedrijf Europoort was sinds 1 juli 1994 de nieuwe naam voor het in Zuid-Holland actieve waterleidingbedrijf Waterleidingbedrijf Zuid-Holland-Zuid (WZHZ). WZHZ was in 1988 zelf ontstaan uit een geleidelijke fusie van Zuid-Hollandse waterleidingbedrijven, die in maart 1994 was afgerond. Sinds die tijd werkten DWB en WBE vaak al samen op diverse gebieden in de watersector. WBE betrok het grootste deel van zijn water al van de Brabantse Biesbosch en de fusie zou WBE daarin een meerderheidsbelang opleveren. DWB en WBE kregen ieder 50% van de aandelen Evides. De aandelen van WBE werden ondergebracht in de houdstermaatschappij Gemeenschappelijk Bezit Evides BV (GBE) en die van Delta kwamen rechtstreeks in handen van DELTA NV.
In november 2021 werden de aandelen Evides van DELTA NV verkocht aan de aandeelhouders van PZEM NV – de nieuwe naam voor DELTA NV sinds 2017 – en ondergebracht in de dochtermaatschappij Gemeenschappelijk Bezit Evides Aqua (GBE Aqua BV). Deze kwamen daarmee, net als die van GBE, officieel direct in publieke handen.